# Porsche-múzeum
A Porsche Múzeum egy autómúzeum Németországban, Stuttgartban. Az első múzeum 1976-ban nyílt meg, ahol a Porsche autógyár prototípusait állították ki. A Delugan Meissl tervezte új épület 2009. január 29-én nyílt meg a cég székháza mellett.

## Megközelíthetőség
A stuttgarti S6-os S-Bahnnal a Neuwirtshaus-Porscheplatz megállóig, majd onnan gyalogosan.

## Képek

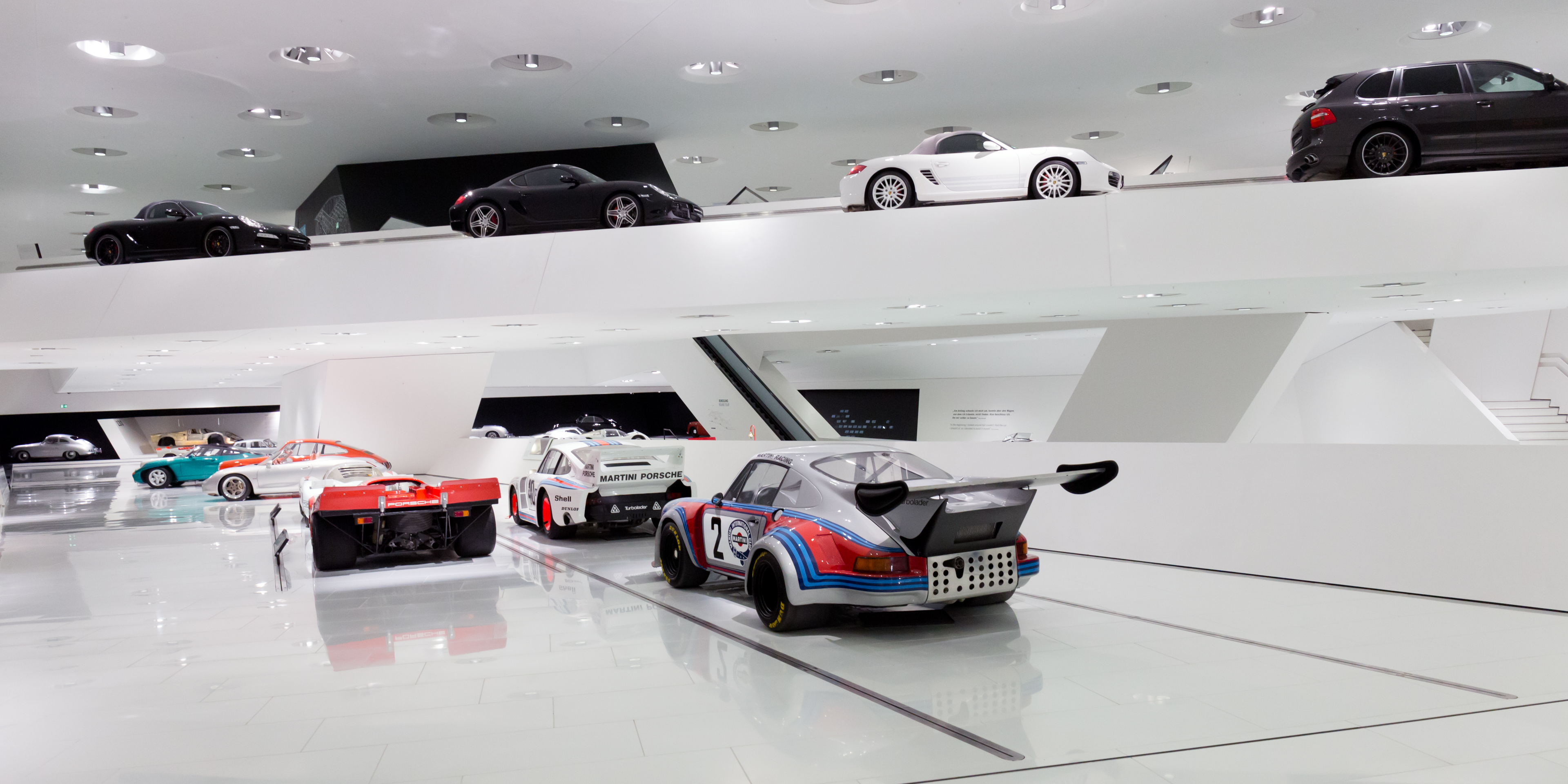
Belső tér
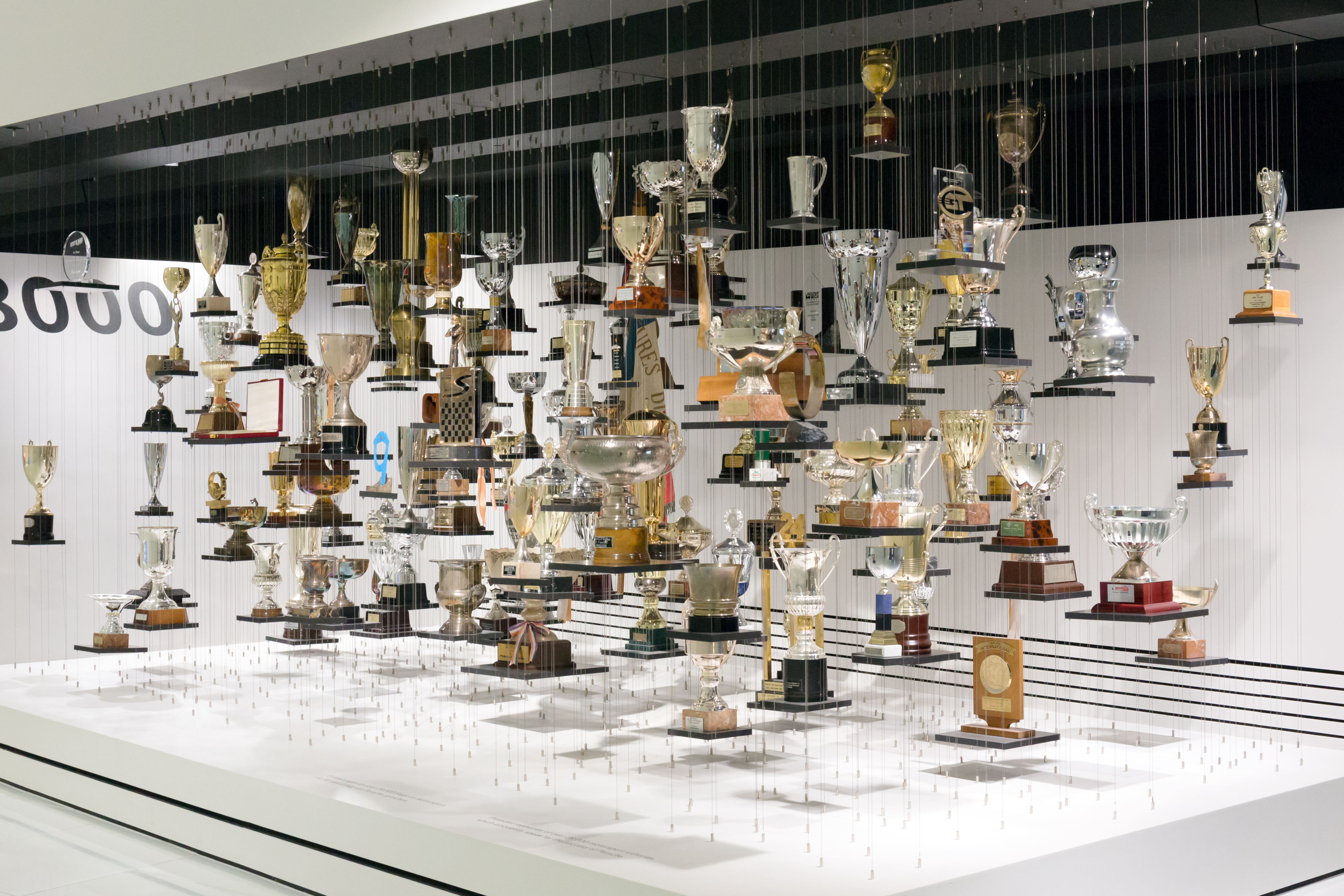
Trófeák
Porsche 2009 40